# عبد الله الدهدوه
عبد الله الدهدوه (1966 - 2012). هو رجل دين شيعي مغربي (تعود أصوله إلى منطقة دهدوه بجبال الريف) كان مقيماً في بلجيكا. اشتهر إعلامياً بعد مقتله في مسجد الإمام الرضا في العاصمة البلجيكية بروكسل، حيث كان يأُم فيه المصلّين، وتعرض المسجد لإحراق من أحد السلفيين، فتوفي اختناقاً بسبب الدخان المتصاعد من الحريق الذي أُضرِم في المسجد. وقد نُقل جثمانه إلى مدينة طنجة المغربية حيث مسقط رأسه ودُفن فيها.

## نشأته وحياته
ولد عام 1966م في مدينة طنجة بالمغرب، وتربى في أسرة سنية المذهب.
واصل دراسته الأكاديمية في بروكسل في بلجيكا، ونال شهادة البكالوريوس في العلوم الطبيعية.
ثم عاد إلى بلجيكا، فقام خلال ما يقارب عشرين عاماً ـ بمواصلة نشاطه التبليغي والتثقيفي هناك حيث كان إمام مسجد الإمام الرضا في بروكسل.
قام بنشر مجلة فقهية عقائدية باللغة الفرنسية باسم «شعاع الحكمة»، كما أن له كتاب باسم: «الحرية من وجهة نظر الإسلام والغرب».

## انتقاله إلى المذهب الشيعي
بعد البحث وإيجاد الأدلة الصريحة في ضرورة اتباع المذهب الشيعي ـ قرر اعتناق مذهب أهل البيت، وأعلن عن استبصاره وانتقاله من المذهب السني إلى المذهب الشيعي.
بعد ذلك قرر الذهاب إلى حوزة قم ليزيد من اطلاعه عن العلوم الدينية، يقول: (تشيعت وعمري 23 سنة، وبعد أربع سنوات ذهبت للدراسة في مدينة قم بإيران، وهناك اطّلعت على الفكر الشيعي بعمق).

## مقتله

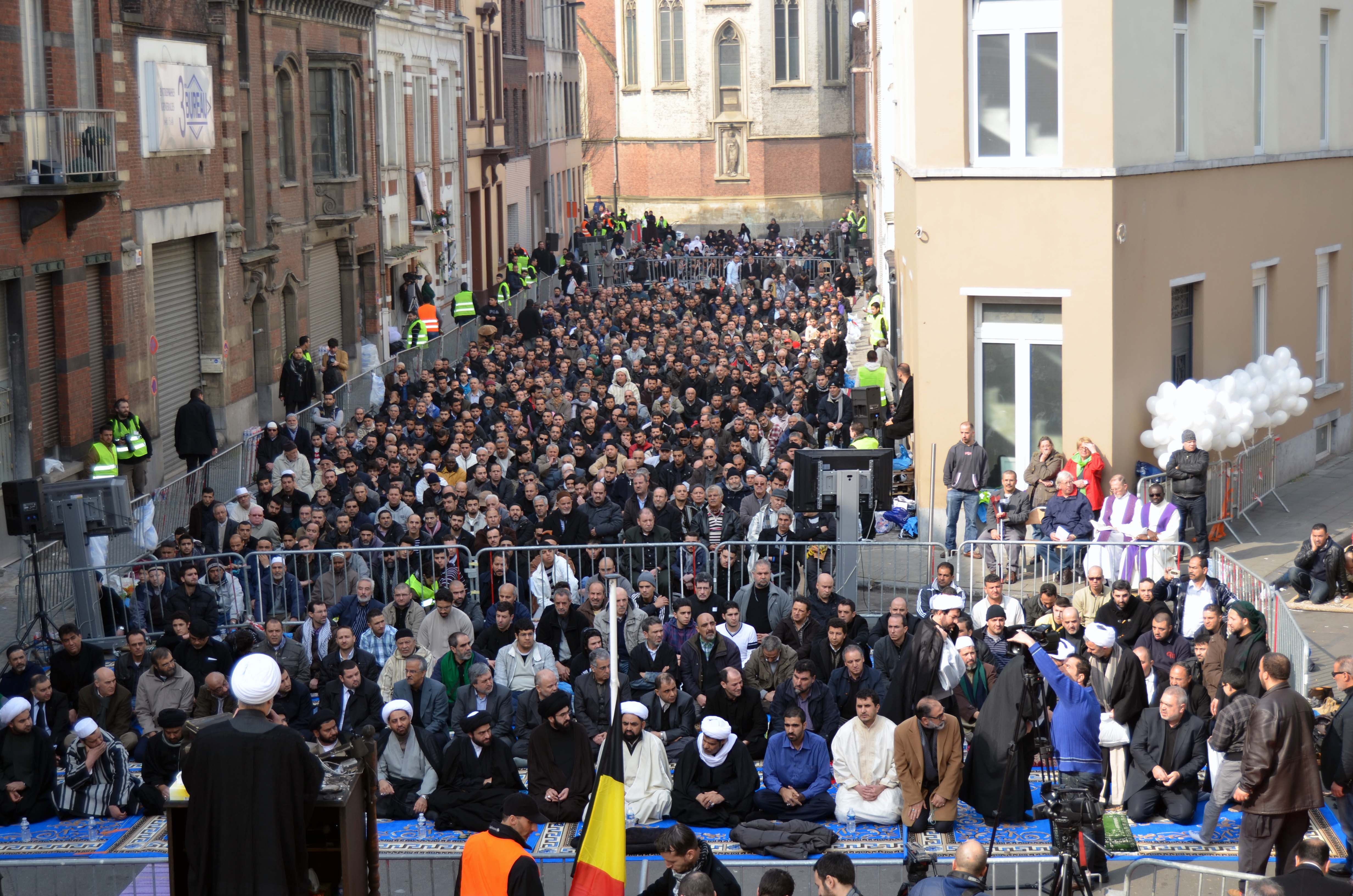
جنازة الشيخ عبد الله الدهدوه في بروكسل

توالت الإدانات والبيانات والاستنكارات من الشيعة ومراجعهم ورجال دينهم حادثة مقتل الدهدوه. كما خرج الآلاف في بروكسل للتظاهر أمام مجلس بلدية أندرلخت منددين بالاعتداء على المسجد ومطالبين السلطات وعمدة المنطقة الحاضر هناك وتذكيرهم بمسؤولية اليقظة على الأمن الاجتماعي ومغبة تكرار ما حدث، بالإضافة إلى خروج مسيرات استنكارية في بعض الدول الأوروبية الأخرى المجاورة لبلجيكا.
وقد أدانت السلطات البلجيكية الرسمية مقتل الدهدوه. بعد أيام من الحادثة؛ صرّح عمدة منطقة أندرلخت فان غوادسينهوفن وقال: ”لقد تم إلقاء القبض على المسؤول المفترض عن الهجوم وان الرسالة التي نوجهها الآن هي رسالة تهدئة، إن العدالة ينبغي أن تبدأ بفتح التحقيقات وتثبيت المسؤولية ومعاقبة المسؤول أو المسؤولين عن هذا العمل الإجرامي المروع“.
تولّى رجل الدين محمد الورداسي مسؤولية الصلاة على جثمان الدهدوه، وقد نقلت بعض وكالات الأنباء أنه قد تلّقى بعض تهديدات من التيارات السلفية بتصفيته جسدياً، كما تلقى الشيعة في المغرب عامةً وفي طنجّة خاصةً إلى تهديدات بتدمير قبورهم وقبر الدهدوه، مما جعل بعض الجهات الشيعية المغربية كهيئة شيعة طنجة أن يطالبوا رئيس الوزراء عبد الإله بنكيران بحمايتهم.

## وصلات خارجية
- تقرير «قناة الفيحاء» حول الاعتداء على مسجد الإمام الرضا على يوتيوب
- تشييع الدهدوه في مدينة طنجة على يوتيوب
- مسيرات استنكارية في أوروبا تُدين مقتل الدهدوه
- صفحة عن عبد الله الدهدوه - المركز العالمي للمستبصرين